# Venha-Ver
Venha-Ver är en kommun i Brasilien.   Den ligger i delstaten Rio Grande do Norte, i den östra delen av landet, 1 500 km nordost om huvudstaden Brasília. Antalet invånare är 3 821. Arean är 72 kvadratkilometer.
Terrängen i Venha-Ver är huvudsakligen kuperad, men åt nordost är den platt.
Omgivningarna runt Venha-Ver är huvudsakligen savann. Runt Venha-Ver är det ganska glesbefolkat, med 24 invånare per kvadratkilometer.